# Avenida Cuba
La avenida Cuba es una de las principales avenidas del distrito de Jesús María, en la ciudad de Lima, capital del Perú. Se extiende de este a oeste, a lo largo de doce cuadras.

## Recorrido
Se inicia en la avenida Arenales, siguiendo el trazo de la avenida Alejandro Tirado en la urbanización Santa Beatriz.
Tiene una bonita berma central con jardines y bancas, además de un camino.